# ReadSpeaker
ReadSpeaker（リードスピーカー）はウェブサイトの音声読み上げ機能サービスを行っているASPサービス会社とそのサービス名。本社はスウェーデンで、欧米も含め世界32箇国で事業展開している。日本ではリードスピーカー・ジャパン株式会社が運営している。

## 沿革
- 1999年：スウェーデンで会社設立
- 2001年6月：スウェーデンで音声提供ASPサービス開始
- 2006年2月：リードスピーカー・ジャパン株式会社設立
- 2017年7月：HOYAグループMemory Disk Division（MD）により買収[1]

## サービスとしてのリードスピーカー
リードスピーカー Enterprise

リードスピーカー SpeechPanel

## 導入事例
- 衆議院[2][3]
- 金融庁[4]
- 岩手県[5]
- 京都府
- 東京都
- 静岡県
- 鳥取県
- 香川県
- 盛岡市[6]
- 金沢市[7]
- 姫路市[8]
- 東久留米市[9]

など、政府・自治体をはじめ各分野の企業や医療福祉関係、観光などのサイトに導入されている。